# Веденський район
Веденський район (чеч. Веданан кlошт, рос. Веденский район) — адміністративна одиниця у складі Чеченської республіки Російської Федерації. Адміністративний центр — село Ведено.
Район утворений 1923 року. Населення становить 38 378 осіб. Площа — 956 км². Району підпорядковані 19 сільських адміністрацій, до складу яких входять 38 населених пунктів (сіл та хуторів).

## Населення
Національний склад населення району за даними Всеросійського перепису населення 2010 року:
| Національність                            | Чисельність, осіб | Відсоток від усього населення, % |
| ----------------------------------------- | ----------------- | -------------------------------- |
| чеченці                                   | 35 660            | 96,90 %                          |
| росіяни                                   | 341               | 0,93 %                           |
| аварці                                    | 169               | 0,46 %                           |
| лезгини                                   | 107               | 0,29 %                           |
| табасарани                                | 58                | 0,16 %                           |
| кумики                                    | 54                | 0,15 %                           |
| інші                                      | 239               | 0,65 %                           |
| не вказали або відмовилися від опитування | 173               | 0,47 %                           |
| всього                                    | 36 801            | 100,00 %                         |